# Ofenhalle Glashütte Lamberts

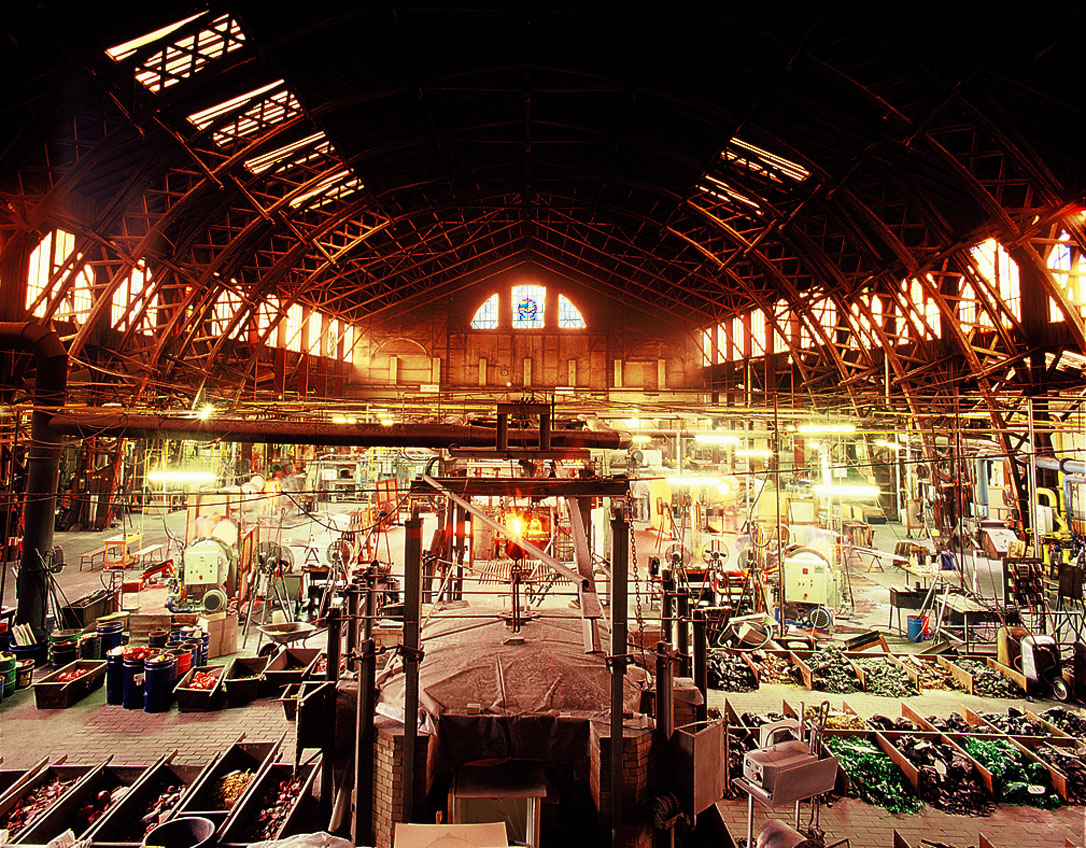
Ofenhalle der Glashütte Lamberts

Die Ofenhalle der Glashütte Lamberts in Waldsassen, einer Stadt im Oberpfälzer Landkreis Tirschenreuth, wurde 1906/07 errichtet. Die Ofenhalle an der Schützenstraße 1 ist ein geschütztes Industriedenkmal.
Der Satteldachbau mit hölzerner Fachwerkbinderkonstruktion wurde nach Plänen des Ingenieurs Stefan von der Zimmerei Mathäus Weiß hergestellt und montiert.
Zur Glasfabrik gehört auch das Verwaltungsgebäude, ein zweigeschossiger, langgestreckter Massivbau mit Flachdach, Segmentbogenfenstern, Schweifgiebel und straßenseitiger Putzgliederung. Das Verwaltungsgebäude wurde ebenfalls 1906/07 errichtet und 1934 umgebaut.
Das Maschinenhaus besteht aus einem eingeschossigen Massivbau mit einseitig abgewalmtem Satteldach und Putzgliederung, wohl ebenso aus den Jahren 1906/07.